# Vréa Litama
Vréa Litama är en kommun i departementet Maghama i regionen Gorgol i Mauretanien. Kommunen hade 4 639 invånare år 2013.